# 宜蘭クレオール
宜蘭クレオール（ぎらんクレオール、中: 寒溪泰雅語）は、台湾北東部の宜蘭県のいくつかの村で先住民のアタヤル人によって使われている、日本統治時代の影響による日本語とアタヤル語の言語接触により生まれたクレオール言語である。
宜蘭県南澳郷東岳村・金洋村・澳花村、大同郷寒渓村の4村で話され、日本語を上層言語（語彙供給言語）、アタヤル語（＝タイヤル語）を基層言語とするが、どちらの言語とも異なる新しい別言語である。
このクレオールの存在は、真田・簡（2007）によって、はじめて学界に報告された。その後、Chien and Sanada（2010）で、使用地域にちなんで、「Yilan Creole（宜蘭クレオール）」と命名された。この言語をクレオールと見做すことに否定的な立場から、「Vernacular Atayalic Japanese」という呼称が用いられることもある。なお、この「宜蘭クレオール」に対して、地元ではさまざまな呼称（エンドニム）が存在する。例えば、東岳村でnihongoやtang-ow no ke、tang-ow no hanasi、金洋村でnihongo、kinus no hanasi、博愛路的話、澳花村でnihongo、zibun no hanasi、寒渓村でnihongo やkangke no hanasi、kangke no keなどである。
宜蘭クレオールの話者数については正確な統計がない。しかし、4村の人口は2018年12月現在、合計3,285人であるが、村内部にも宜蘭クレオールを使用しない地区があること（例えば金洋村の金洋路）や宜蘭クレオールを話せない若年層がいることなどを考えると、宜蘭クレオールの話者数は多くても3,000人以下であると推定される。

## 分類
真田信治と簡月真は、日本語とアタヤル語の接触により形成されたこの言語を、一種のクレオール言語であると見做している。「宜蘭クレオール」の上層言語（語彙供給言語）は日本語、基層言語はアタヤル語とされる。なお、現在では閩南語と華語（中国語）が、傍層言語としてこの言語の語彙や文法に影響を与えている。真田と簡が提唱した「宜蘭クレオール（Yilan Creole）」という呼称は、Qiu (2015)をはじめ、この言語を扱った他の文献でも用いられている。
一方、この言語をクレオールとする見解は、中央研究院語言学研究所の陳彥伶（Chen Yen-ling, Tan Gan-ling）によって異議が呈されている。陳によると、この言語の基礎語彙には日本語・アタヤル語双方の要素が見られる一方、文法体系に関してはアタヤル語の影響は限定的であり、寧ろ日本語と共通する部分が多い。例えば、この言語は格を-ni, -de, -no, -karaといった後置詞で標示するのに対し、アタヤル語に存在するような前置詞的な格標識や、「オーストロネシア型」のヴォイス体系 (en:Symmetrical voiceを参照) は欠いている。また、時制・相・法を標示する屈折接辞も日本語由来である。アタヤル語では未来時制が非未来時制と対立する一方、この言語では日本語と同じく、過去と非過去が形態論的に区別される。以上のような事実に鑑みれば、「日本語を語彙供給言語、アタヤル語を基層言語とし、単純化した形態論と形態統語論を持つクレオール (a Japanese-lexifier creole with an Atayal substratum and simplified morphology and morphosyntax)」としてこの言語を特徴付けるのは不適当であると陳は主張する。従来の「宜蘭クレオール」に替わる名称として陳が提案した「Vernacular Atayalic Japanese」は、2024年に発行されたGlottologの5.0版でも採用されている。
言語学上、クレオールないし日琉語族に分類される「宜蘭クレオール (中国語: 宜蘭克里奧語)」であるが、台湾では「寒溪語」ないし「寒溪タイヤル語 (中国語: 寒溪泰雅語)」という名称でも知られている。「寒溪語」の話者は、民族的にはタイヤル族である。このため「寒溪語」は、オーストロネシア語族に属するタイヤル語の「方言」として、公的に認められていた時期もある。2006年に台湾の原住民族委員会が公表した原住民諸語 (「族語」) の分類において、当初「寒溪語」は含まれていなかったものの、これを受けた一部の話者の要求により、同年末には「寒溪タイヤル語」が「族語」の一つに追加され、当該言語の学習教材も作成された。しかし、3年間の検討期間の後、原住民族委員会は「寒溪タイヤル語」を原住民族語能力認證の試験科目から除外する決定を下し、「寒溪語」はその公的な地位を喪失した。
なお、「宜蘭クレオール」の内名としては、Hanhsi atayal (「寒溪のアタヤル語」)、kangke no ke (「寒溪の言葉」、keはアタヤル語で「言葉」の意)、tang-ow no ke (「東岳の言葉」)、tang-ow no hanasi (「東岳の言葉」) 、zibun no hanasi (「自分の言葉」)、jihpentuhua (「日本土話」) など様々なものが存在する。その中でも、集落を超えて広く用いられている呼称はNihongoである。真田の報告によると、「宜蘭クレオール」の話者は、自らの言語をアタヤル語でなく日本語の一種と見做している場合が多い。その一方で、自言語と所謂「日本語」をあくまでも別の言語と認識している話者も居るという。

## 歴史
1895年の下関条約に基づき、1945年まで台湾は日本の統治下に置かれた。簡月真と真田信治は、この言語が日本政府による台湾原住民の集団移住政策の結果、同じ土地で暮らすようになったアタヤル族とセデック族の共通言語として発達したものであると推測している。

## 地理
宜蘭クレオールは、宜蘭県の南澳郷東岳村（Tungyueh Village）・金洋村（Chingyang Village）・澳花村（Aohua Village）と大同郷寒渓村（Hanhsi Village）で主に使われている（図1〜3）。

（図1）宜蘭県の位置

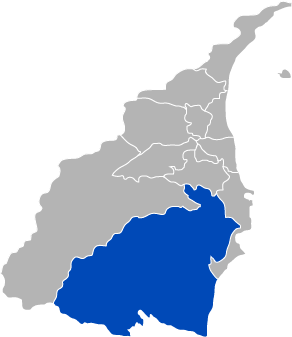
（図2）宜蘭県内における南澳郷の位置

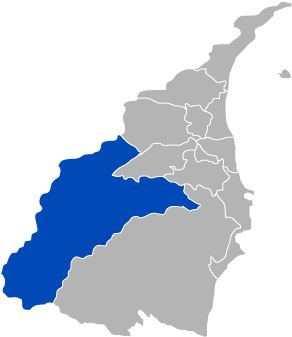
（図3）宜蘭県内における大同郷の位置

## 書記体系
宜蘭クレオールの表記は、台湾で使われるタイヤル語のラテン文字による書記体系が援用されている。日本語の書籍や論文、メディアでは漢字と仮名で表現される場合もある。ただし、宜蘭クレオールの話者が日常生活においてこの書記体系を使うことはほとんどない。

## 音韻

### 子音
子音には／p, t, k, ’, c, b, s, z, x, g, h, m, n, ng, d, r, l／の17個が観察される。このうち／’,c, b, g，ng／ に対応する音声は、それぞれ［ʔ, ts, β, ɣ, ŋ］である。
ここには、周辺のアタヤル語C’uli’方言と同様、/q/（口蓋垂破裂音の［q］）が認められない。また、日本語に存在する特殊な音素/R/（長音）や/Q/（促音）がほとんど認められない。
一方、/d/はアタヤル語には存在しない音素である。/d/（歯茎破裂音の［d］）の所属語彙は、handay〈飯台→テーブル〉、dare〈だれ〉、denwa〈電話〉、daykong〈大根〉など、すべて日本語由来のものである。したがって、この音素は日本語の影響で生じたものと考えられる（真田2019）。

### 半母音
半母音は/w, y/の2個である。いずれも子音と母音の間にも現れる。 
|          | 両唇  | 両唇軟口蓋 | 歯茎         | 硬口蓋 | 軟口蓋       | 声門  |
| 破裂     | [p] p |            | [t] t, [d] d |        | [k] k        | [ʔ] ’ |
| 破擦     |       |            | [ts] c       |        |              |       |
| 鼻       | [m] m |            | [n] n        |        | [ŋ] ng       |       |
| 摩擦     | [β] b |            | [s] s, [z] z |        | [x] x, [ɣ] g | [h] h |
| ふるえ   |       |            | [r] r        |        |              |       |
| 側面接近 |       |            | [l] l        |        |              |       |
| 接近     |       | [w] w      |              | [j] y  |              |       |

### 母音
母音は/i, e, a, o, u/の5つである。日本語の共通語と異なり、/u/は円唇母音の［u］として実現される。これはアタヤル語の母音体系と同様である。Tan (2023)は西日本の日本語方言において、/u/が円唇母音で発音される点を指摘している。
|      | 前舌  | 中舌  | 後舌  |
| ---- | ----- | ----- | ----- |
| 狭   | [i] i |       | [u] u |
| 中央 | [e] e |       | [o] o |
| 広   |       | [a] a |       |

## 語彙

### 語彙全般
基礎語彙における語種の比率は、東岳村の1964年生まれの男性を調査した結果では、次のようである（簡・真田2011）。
- 日本語起源の語：約65％
- アタヤル語起源の語：約25％
- 中国語・閩南語起源の語：約10％

ただし、話者の属性や計数の仕方によって、この出現比率には異なりがある（Chien 2015，簡2018a）が、いずれにしても日本語起源の語彙が半数を超えていることに間違いはない。
なお、台北帝国大学土俗人種学研究室（移川子之蔵・宮本延人・馬淵東一）（1935）によると、1930年代における南澳地域の人口は1692人で、戸数の比率はアタヤル人85.7％、セデック人14.3％である。「宜蘭クレオール」にセデック語の影響がほとんど認められないのは、このようにセデック人がマイノリティであったことが関与していると考えられる。
また、「宜蘭クレオール」には日本語の東日本方言でなく西日本方言に由来する形式がしばしば見られる。例えば、oru「いる」、taku「煮る」がそうである（簡・真田 2011: 77-78）。これは日本統治時代の台湾に居住していた日本人の約7割が西日本出身であった事実と関係していると見られる（簡 2018b: 37）。

### 代名詞
「宜蘭クレオールの人称代名詞は基本的に上層言語の日本語の形式に由来するが、その多くはくだけた形式由来であり、植民地の社会的構造を反映している。数の区別はあるが、自立形式と拘束形式の区別や格、スタイルによる区別はない。一人称に包括的複数と除外的複数の区別があり、それは基層言語のアタヤル語の用法を受け継いていると考えられる。また、一人称単数形の属格および与格には傍層言語の閩南語の形式が取り込まれている。接尾辞-taciが複数マーカーとして規則的に用いられていること、短縮形が多くみられることも指摘できる。なお、世代間の変異も著しい」（簡 2018b）。

### 形容詞
宜蘭クレオールの形容詞と副詞には、日本語由来のものもあればアタヤル語由来のものもある。アタヤル語の形容詞は主に色や主観的な感情に使われる。日本語とは異なり、形容詞には時制がなく、時間副詞で時制が表現される。

## 形態論

### 派生語
宜蘭クレオールでは、-suruが動詞を作り出す接辞として生産的に用いられている。kusisuru〈梳かす〉、yumesuru〈夢を見る〉、bakusuru〈タバコを吸う〉のように名詞に付加して動詞化するのみならず、tangkisuru〈怒る〉、kiluxsuru〈温める〉など形容詞（アタヤル語では「静態動詞」とされる）に付いてそれを動詞化することもできる。
なお、-suruは日本語の「する」由来の形式である。日本語では、「する」は独立した意味を持つ動詞で、動名詞に付加して「運動する」「研究する」などのような複合動詞を作ることもできる。一方，宜蘭クレオールでは-suru は「する」という意味の動詞としては使われず、拘束形態素で、実質的な意味を持たない（Chien 2015，簡2018a）。

### 複合語
宜蘭クレオールの複合語には、４つのタイプがある（Chien 2015，簡2018a）。
- タイプ 1:タイヤル語由来の語 + タイヤル語由来の語 (例: hopa-la’i)
- タイプ 2: タイヤル語由来の語 + 日本語由来の語 (例: hopa-tenki)
- タイプ 3: 日本語由来の語 + タイヤル語由来の語 (例: naka-lukus)
- タイプ 4: 日本語由来の語 + 日本語由来の語 (例:unme-zyoto)

複合という語形成プロセスは、宜蘭クレオールでは生産的でないようである。

## 統語論

### 語順
アタヤル語の基本語順はVOS型であるが、宜蘭クレオールは日本語と同様にSOV型が基本である。漢語の影響により、若い世代の発話ではSVO型も観察されている。
（1）are  asita  biyak  kutansu-ru.
```
     3s 
 
 明日　豚　　切る-NPST
```

```
     ‘あの人は明日、豚を殺す。’
```

（2）wasi  gohang   tabe-n.
```
     1s 
 
 
 
ご飯　　食べる-NEG
```

```
     ‘私はご飯を食べない。’
```

（3）ima  wasi  pila   moca-nay.
```
      今 　1s 
 
 
 
 金　　持つ-NEG
```

```
     ‘私は今、お金を持っていない。’
```

### 格表示
宜蘭クレオールでは、語順及び後置詞を格表示として用いている。具体的には、主語と直接目的語は語順、間接目的語とその他の項は5つの格助詞「ni, de, to, no, kara」によってマークされている。これらの格標識は上層言語である日本語由来のものであるが、そこには異なった用法が存在し、単純化への変化が認められる。また、niの意味用法の拡張なども見られ、独自な格表示のシステムが作り上げられている（Chien 2016）。
（4）wasi   la’i   ni       pila   ager-u
```
     1s 
 
 
 子供　DAT　 金　 あげる-NPST
```

```
     ‘私は子供にお金をあげる。’
```

（5）are   hocyo  de    niku   kir-u
```
     3s 
 
  包丁 　INS　肉　　切る-NPST
```

```
     ‘あの人は包丁で肉を切る。’
```

（6）wasi  titi   to       ason-doru
```
     1s 
 
  弟　 COM　遊ぶ-CONT
```

```
     ‘私は弟と遊んでいる。’
```

（7）Yumin   no      hayya
```
     Yumin 
 
 GEN 
 
 車
```

```
     ‘Yuminの車’
```

（8）maki  kara  mikang  to-ta
```
     木 
 
 
  ABL 
 
 みかん　とる₋PST
```

```
     ‘木から蜜柑をとった。’
```

### 否定表現
宜蘭クレオールの否定辞には-nayと-ngがある。それぞれ次のように用いられている（簡・真田2011）。
（9） kyo no asa walaxsinay / *walaxsang.  （今朝、雨が降らなかった。）
（10）kino samuysinay / *samuysang.　（昨日は寒くなかった。）
（11）ima walaxsinay / *walaxsang.　（今は雨が降っていない。）
（12）ima samuysinay / *samuysang. （今は寒くない。）
（13）kyo *walaxsinay / walaxsang rasye.　（今日は雨が降らないだろう。）
（14）asta *samuysinay / samuysang rasye. （明日は寒くないだろう。） 　
これらの用例には、
-nay：-ng＝「過去」「現在」（「既然」）：「未来」（「未然」） 
といった、使い分けに関する相補的分布が存在する。
宜蘭クレオールでは、基層言語であるアタヤル語の「既然法」「未然法」といった範疇のなかに上層言語（語彙供給言語）である日本語の否定辞「ナイ」と「ン」の2形式が取り込まれ、「発話以前（既然）の事態・行為」と「発話以後（未然）の事態・行為」を、それぞれ-nayと-ngによって弁別して描写するといった新しい体系化が出来上がっているのである。なお、-nayは日本語の標準語形「ナイ」由来、-ngは地域方言形「ン」由来である（簡・真田2011）。

### 論文
- Chien, Yuehchen; Sanada, Shinji (2010-08-16). “Yilan Creole in Taiwan”. Journal of Pidgin and Creole Languages 25 (2):  350–357. doi:10.1075/jpcl.25.2.11yue. ISSN 0920-9034.

- Tan, Gan-ling (2023). “A new view on ‘Yilan Creole’”. Journal of Pidgin and Creole Languages 38 (2):  320–388. doi:10.1075/jpcl.00115.tan. ISSN 0920-9034.

- 真田信治「日本語系クレオール語の形成プロセス」『社会言語科学』第17巻、第2号、3–11頁、2015年。

### 新聞記事
- 陳, 威任 (2010年4月11日), “族語認證明年排除寒溪泰雅語”, 台灣立報